# Славко Петров
Славко Петров (на македонска литературна норма: Славко Петров) е политик от Република Македония.

## Биография
Роден е през 1937 година в град Велес. Завършва Правен факултет. Работи като съдия в съда във Велес. Между 2002 и 2004 година е министър на земеделието в правителството на Бранко Цървенковски. Умира през 2009 година.